# منكب الفرس (نجم)
منكب الفرس  أو مركب في الفلك (بالألمانية : Markab) ,و (بالإنجليزية: α Pegasi)
هو ثالث أشد نجوم كوكبة الفرس الأعظم سطوعا، وهو أحد الأربعة نجوم التي تشكل مربع الخريف . يسمى في الإنجليزية محرفا أيضا باسم Markab (أو Marchab).
يعتبر منكب الفرس نجما متوسط الحجم ويقترب من نهاية عمره طبقا لنظرية تطور النجوم ونجوم النسق الأساسي. وطبقا لهذه النظرية فسوف يبدأ منكب الفرس مرحلة اندماج الهيليوم التي تعقب اندماج الهيدروجين حيث من المتوقع أن يتمدد ليصبح عملاقا أحمرا. مثله في ذلك مثل الشمس والتي تعتبر هي الأخرى من النجوم المتوسطة ومن المفروض أن تتمدد إلى عملاق أحمر خلال الثلاثة مليار سنة القادمة حتى تنتهي ك قزم أبيض بعد نحو 5 مليارات سنة .

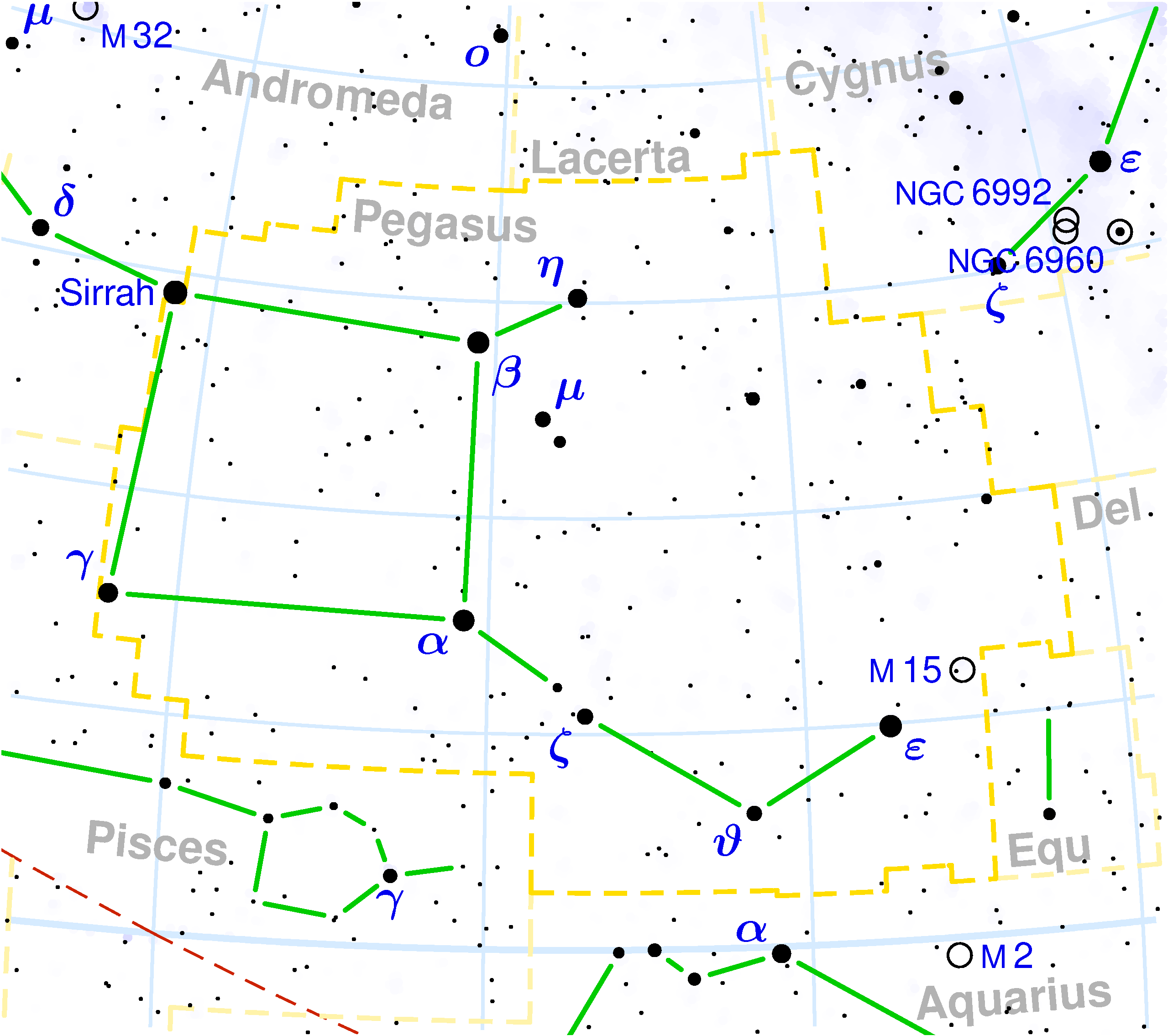
أشد ثلاثة نجوم فيه لمعانا هم: الجنب (نجم) أو Gamma و الساعد (نجم) أو Beta ، و منكب الفرس (نجم) Markab أو Alpha pegasus ; ولا ينتمي ٍSirrah لكوكبة الفرس الأعظم وإنما هو ِالنجم Alpha في المرأة المسلسلة (كوكبة).